# کیشورا
کیشورا (به عربی: کیشورا) یک منطقهٔ مسکونی در عراق است.